# Chelonus coriaceus
Chelonus coriaceus är en stekelart som beskrevs av Szepligeti 1905. Chelonus coriaceus ingår i släktet Chelonus och familjen bracksteklar. Inga underarter finns listade i Catalogue of Life.